# Arrondissement Bergerac
Bergerac is een arrondissement van het Franse departement Dordogne in de regio Nouvelle-Aquitaine. De onderprefectuur is Bergerac.

## Kantons

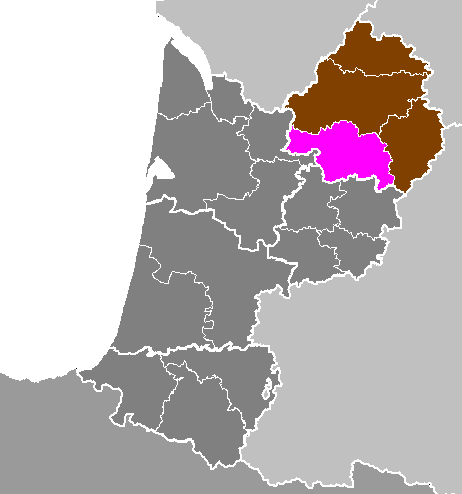
Arrondissement Bergerac in Aquitaine voor 2017

Het arrondissement was tot 2014 samengesteld uit de volgende kantons:
- kanton Beaumont-du-Périgord
- kanton Bergerac-1
- kanton Bergerac-2
- kanton Le Buisson-de-Cadouin
- kanton Eymet
- kanton La Force
- kanton Issigeac
- kanton Lalinde
- kanton Monpazier
- kanton Sainte-Alvère
- kanton Sigoulès
- kanton Vélines
- kanton Villamblard
- kanton Villefranche-de-Lonchat

Na de herindeling van de kantons bij decreet van 21 februari 2014 met uitwerking op 22 maart 2015, en de aanpassing van de arrondissementsgrenzen vanaf 2017 door het arrest van 30 december 2016, zijn dat : 
- kanton Bergerac-1
- kanton Bergerac-2
- kanton Lalinde
- kanton Pays de la Force
- kanton Pays de Montaigne et Gurson
- kanton Périgord central  ( deel 1/35 )
- kanton Sud-Bergeracois